# Paul Luif

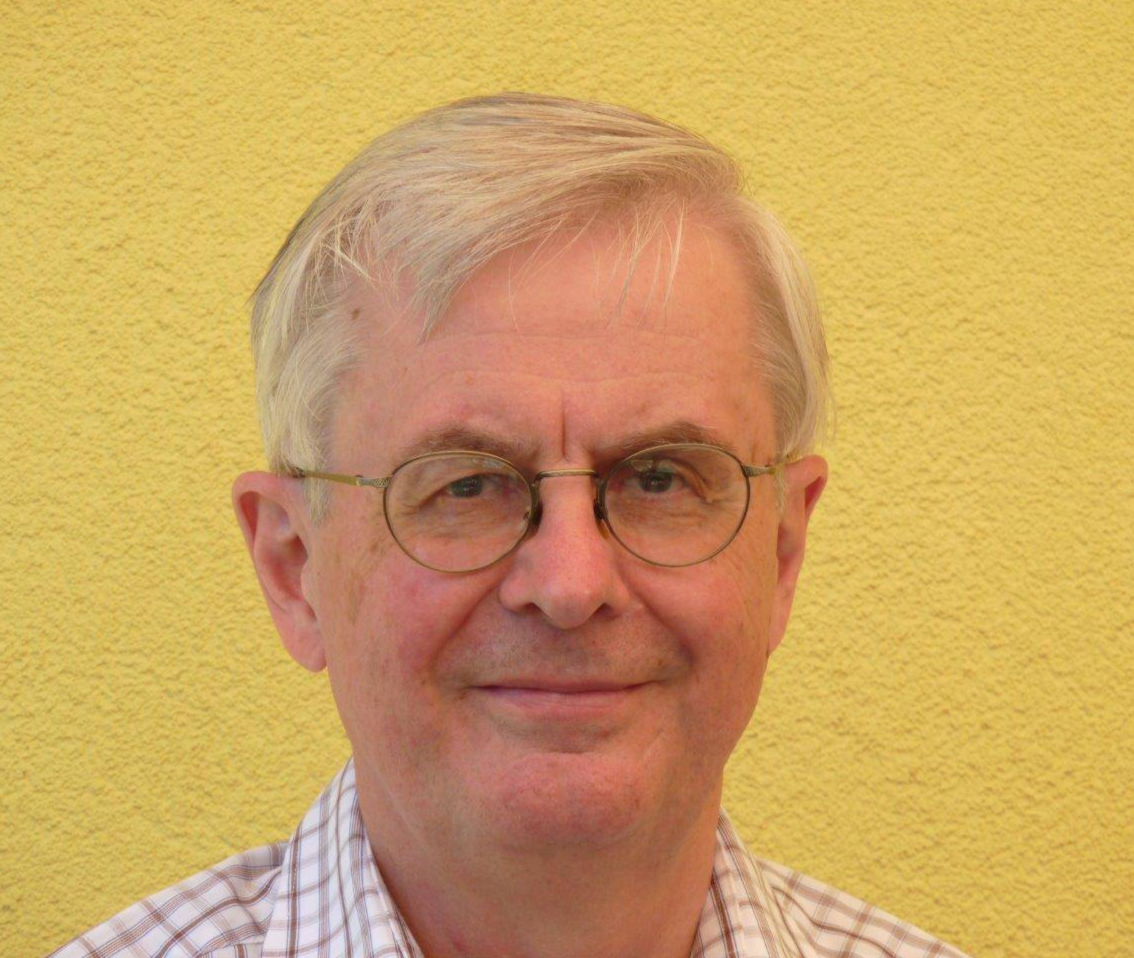
Paul Luif (2017)

Paul Luif (* 7. Mai 1948 in Mattersburg) ist ein österreichischer Universitätsdozent für Politikwissenschaft. Er war zwischen 1974 und 1980 Universitätsassistent am Senatsinstitut für Politikwissenschaft der Universität Salzburg. Von 1980 bis Ende Juli 2013 war er Mitarbeiter (Senior Fellow) am Österreichischen Institut für Internationale Politik in Wien. Er ist weiterhin Lehrbeauftragter an der Universität Wien, Institut für Politikwissenschaft. Schwerpunkte seiner Forschung sind die Europäische Union, insbesondere die innere und äußere Sicherheit der EU sowie die Außenpolitik kleinerer Länder in Europa.

## Leben
Paul Luif wurde am 7. Mai 1948 in Mattersburg im Burgenland geboren. Er besuchte im Zeitraum von 1954 bis 1966 in Mattersburg die Volksschule und das Realgymnasium. Von 1966 bis 1972 folgte ein Studium der Rechte und Soziologie an der Universität Wien. 1971 erfolgte seine Promotion zum Dr. jur. Seit 1969 ist er Mitglied der katholischen Studentenverbindung KaV Norica Wien. Von 1972 bis 1974 schlossen sich Post-graduate-Studien am Institut für Höhere Studien (IHS), Abteilung Politikwissenschaft an. Im Zeitraum von 1974 bis 1980 war Luif Assistent am Senatsinstitut für Politikwissenschaft im Bereich Internationale Politik an der Universität Salzburg. Von 1980 bis 2013 war er wissenschaftlicher Mitarbeiter des Österreichischen Instituts für Internationale Politik in Wien, wo er für den Bereich Europäische Union, mit besonderem Schwerpunkt auf die Gemeinsame Außen- und Sicherheitspolitik der EU, verantwortlich war. Im Mai 1997 erlangte er seine Habilitation für das gesamte Gebiet der Politikwissenschaft an der Universität Salzburg. Weiters ist Luif als Lektor an der Universität Wien tätig.

## Mitgliedschaften in wissenschaftlichen Vereinigungen
Paul Luif ist Mitglied in folgenden wissenschaftlichen Vereinigungen:
- Österreichische Gesellschaft für Politikwissenschaft
- ECSA-Austria
- International Studies Association (ISA)
- EU Studies Association (EUSA)
- Mitglied des Herausgebergremiums der Österreichischen Zeitschrift für Politikwissenschaft
- Editorial Board von Perspectives. The Central European Review of International Affairs (Prag)
- Mitglied des International Advisory Board von Politics in Central Europe (Prag)

## Veröffentlichungen
- On the Road to Brussels: The Political Dimension of Austria’s, Finland’s and Sweden’s Accession to the European Union. Braumüller, Wien 1995.
- EU cohesion in the UN General Assembly. European Union Institute for Security Studies, Paris 2003 (= Occasional Papers, Nr. 49).
- (Hrsg.): Österreich, Schweden, Finnland. Zehn Jahre Mitgliedschaft in der Europäischen Union. Böhlau, Wien–Köln–Weimar 2007.

- Die Bewegung der blockfreien Staaten und Österreich. Österreichisches Institut für Internationale Politik, Laxenburg 1981 (= Informationen zur Weltpolitik, Nr. 3).
- Neutrale in die EG? Die westeuropäische Integration und die neutralen Staaten. Braumüller, Wien 1988(= Informationen zur Weltpolitik, Nr. 11).
- Hanspeter Neuhold / Paul Luif (Hrsg.): Das außenpolitische Bewußtsein der Österreicher. Aktuelle internationale Probleme im Spiegel der Meinungsforschung. Braumüller, Wien 1992 (= Laxenburger Internationale Studien, Band 4).
- On the Road to Brussels: The Political Dimension of Austria’s, Finland’s and Sweden’s Accession to the European Union. Braumüller, Wien 1995(= Laxenburg Papers, Nr. 11).
- The Common Foreign and Security Policy of the European Union: Theoretical and Empirical Aspects- South Jutland University Press, Esbjerg 1997 (= Thorkil Kristensen Institute Working Papers on European Integration and Regime Formation, No. 36/97).
- Der Wandel der österreichischen Neutralität. Ist Österreich ein sicherheitspolitischer „Trittbrettfahrer“? 2., ergänzte Version, Österreichisches Institut für Internationale Politik, Laxenburg, April 1998, (= Arbeitspapier, Nr. 18).
- Paul Luif/Karin Oberegelsbacher (Hrsg.): Austria, Finland and Sweden: The Initial Years of EU Membership, Federal Academy of Public Administration. Wien 1999.
- (Hrsg.): Security in Central and Eastern Europe. Problems — Perceptions — Policies- Braumüller, Wien 2001 (= The Laxenburg Papers, Nr. 12).
- Die Rolle der nicht-alliierten Staaten in der EU-Sicherheitspolitik. Österreichisches Institut für Internationale Politik, Wien 2003 (= Arbeitspapier, Nr. 44).
- EU cohesion in the UN General Assembly. European Union Institute for Security Studies, Paris 2003 (= Occasional Papers, Nr. 49, PDF).
- Österreich und die Europäische Union 1993 bis 2004. Eine Zusammenstellung aus dem „Jahrbuch der Europäischen Integration“. Österreichisches Institut für Internationale Politik, Wien, Februar 2005 (= OIIP-Reprint, Nr. 5).
- The Austrian EU Presidency: A Midterm Report. Swedish Institute for European Policy Studies, Stockholm 2006.
- (Hrsg.): Österreich, Schweden, Finnland. Zehn Jahre Mitgliedschaft in der Europäischen Union. Böhlau, Wien–Köln–Weimar 2007 (= Schriftenreihe des Herbert-Batliner-Europainstitutes, Band 10).
- China und Indien als Herausforderung für wirtschaftliches und politisches Handeln in europäischen Kleinstaaten: Die Entwicklung von Strategien in Finnland, Schweden und der Schweiz. Österreichisches Institut für Internationale Politik, Wien 2007 (= Arbeitspapier, Nr. 57).
- Paul Luif/Sabiha Senyücel Gündoğar/Ceren Zeynep Ak: How common is the Common Foreign and Security Policy of the European Union? Where does Turkey fit in? TESEV Publications, Istambul 2009 (= Foreign Policy Analysis Series 9).
- (zusammen mit Martin Berger, Bernhard Elias und Georg Zahradnik): Strategien kleinerer europäischer Staaten in der Technologiepolitik als Antwort auf die Herausforderung durch China und Indien: Die Entwicklung von Strategien in Finnland, Schweden, der Schweiz und den Niederlanden. Österreichisches Institut für Internationale Politik, Wien 2009 (= Arbeitspapier, Nr. 61).
- Challenges for Integrated Peacekeeping Operations Concerning Socio-Economic Aspects and the Capability for a Comprehensive Assessment of the Effects on Existing UN Policies in the Conflict Area. Austrian Institute for International Affairs, Wien 2010 (= Arbeitspapier, Nr. 63).